# Сурхандар'я
Сурхандар'я або річка Сурхан є основною правою притокою річки Аму-Дар'ї в Узбекистані. Довжина: 175 км кв., басейн: 13500 км кв.
Ім'ям річки названо Сурхандар'їнську область.

## Флора і фауна
Природне середовище в районі Сурхандар'ї складається з тугаю та очеретяного лісу, де зустрічається каспійський тигр, та водиться досить багато оленів та диких кабанів.